# Bariumaluminat
Bariumaluminat (BaAl2O4) är ett bariumsalt som kan framställas genom glödgning av tungspat och bauxit med kol eller med kalciumklorid och kolväte.
Bariumaluminat har använts som betningsmedel vid färgning och som medel mot pannsten.